# VC Götzis
Der VC Götzis ist ein österreichischer Volleyballverein aus Götzis in Vorarlberg. Der Verein wurde 1977 gegründet. Der Verein ist Mitglied des Vorarlberger Volleyball-Verbandes und des ASVÖ und tritt unter dem Sponsornamen VC Götzis auf. Die Heimspiele werden in der Sporthalle Götzis ausgetragen, die Vereinsfarben sind mit Schwarz und Rot festgelegt.
Der Verein fördert die Ausübung des Volleyballsports leistungs- und breitenbezogen.

## Erfolge
Zu den größten sportlichen Erfolgen zählen die Teilnahme der Damen in der 2. Bundesliga und die zweimalige Teilnahme am Aufstiegs-Playoff in die 1. Bundesliga  in den Saisons 1986/87 und 1988/89, bei denen der Aufstieg allerdings nicht gelang. In der Saison 2008/09 konnte der Meistertitel in der Damen Landesliga 2 gewonnen werden.
- 1986/87: Qualifikation für das Aufstiegs-Playoff in die 1. Bundesliga
- 1987/88: Qualifikation für das Aufstiegs-Playoff in die 1. Bundesliga
- 2007/08: Aufstieg von der Damen Landesliga 3 in die Damen Landesliga 2
- 2008/09: 1. Rang in der Damen Landesliga 2 und Teilnahme am Aufstiegs Playoff
- 2022/23: 1. Rang Damen Landesklasse, 1. Rang Damen Easy League

## Spielstätten
Seit der Vereinsgründung spielt der VC Götzis seine Heimspiele in der Sporthalle der MS Götzis. Mit 7,5 Metern ist sie die zweithöchste Volleyballhalle in Vorarlberg und verfügt über eine Zuschauerkapazität von 300 Plätzen.